# خانه محمد رزمجو
خانه محمد رزمجو مربوط به دوره پهلوی اول است و در شیراز، محله گود عربان، خیابان لطفعلی خان زند، کوچه تریاکچی واقع شده و این اثر در تاریخ ۱۰ خرداد ۱۳۸۲ با شمارهٔ ثبت ۹۰۰۴ به‌عنوان یکی از آثار ملی ایران به ثبت رسیده است.